# Christine Lindemann
Christine „Tine“ Lindemann (* 8. September 1970 in Stadthagen) ist eine ehemalige deutsche Handballspielerin.
Über die Stationen SV Munster und Eintracht Lüneburg gelangte sie zum TuS Walle Bremen, mit dem sie fünf Meisterschaften, drei Pokalsiege und einen Europapokal gewinnen konnte. Nachdem „Tine“ eine Spielzeit für den norwegischen Verein Stabæk IF aktiv gewesen war, kehrte sie wieder nach Deutschland zurück und spielte zwei Jahre beim Buxtehuder SV.
1999 wechselte sie zum dänischen Verein Randers HK, mit dem sie in der ersten Saison gleich das Finale des Euro-City-Cups erreichen konnte. Ab Oktober 2000 musste sie aufgrund des Pfeifferschen Drüsenfiebers bis Februar 2002 eine Zwangspause einlegen. Eigenen Aussagen zufolge soll sie die Krankheit durch „levitiertes Wasser“ überwunden haben. 2004 verließ sie Randers und spielte danach, bis ihr Vertrag 2009 aufgelöst wurde, beim dänischen Erstligisten KIF Kolding.
Die Torhüterin bestritt 147 Länderspiele in der deutschen Nationalmannschaft. Der größte Erfolg war der dritte Platz bei der Weltmeisterschaft 1997. 1996 nahm sie mit der Nationalmannschaft an den Olympischen Sommerspielen teil und belegte den sechsten Platz. Darüber hinaus war sie in der Beachhandballnationalmannschaft aktiv.
Lindemann, die die B-Lizenz besitzt, ist seit Januar 2017 bei der HL Buchholz 08-Rosengarten als Torwarttrainerin tätig. Nachdem sich die Torhüterin Mareike Vogel im März 2021 verletzt hatte, beschloss die Fünfzigjährige, ihr Comeback beim HL Buchholz 08-Rosengarten zu geben, wozu es jedoch aufgrund von Knieproblemen nicht mehr kam.

## Erfolge
- Deutsche Meisterin 1991, 1992, 1994, 1995, 1996
- DHB-Pokalsiegerin 1993, 1994, 1995
- Europapokal der Pokalsieger 1994
- 3. Platz bei der WM 1997
- Vizeeuropameisterin im Beachhandball 2000
- Vizeweltmeisterin im Beachhandball 2001
- Silbermedaille bei den World Games 2001 im Beachhandball